# Synegia orsinephes
Synegia orsinephes är en fjärilsart som beskrevs av Louis Beethoven Prout 1928. Synegia orsinephes ingår i släktet Synegia och familjen mätare. Inga underarter finns listade i Catalogue of Life.